# Lepidium minutiflorum
Lepidium minutiflorum är en korsblommig växtart som först beskrevs av Henry Nicholas Ridley, och fick sitt nu gällande namn av Hewson. Lepidium minutiflorum ingår i släktet krassingar, och familjen korsblommiga växter. Inga underarter finns listade i Catalogue of Life.